# Huntington (nära Kington)
Huntington är en civil parish i Storbritannien.   Den ligger i grevskapet Herefordshire och riksdelen England, i den södra delen av landet, 210 km väster om huvudstaden London.